# Protestele din Minneapolis din 2020
Protestele din Minneapolis din 2020 sunt o serie continuă de tulburări civile care au început în zona metropolitană Minneapolis-Saint Paul, Minnesota, Statele Unite și s-au răspândit la nivel național. Tulburările au început la Minneapolis pe 26 mai 2020, după moartea lui George Floyd, în timp ce era arestat de Derek Chauvin și alți ofițeri ai Departamentului de Poliție din Minneapolis (DPM) cu o zi înainte.
Protestele de la secția a treia de poliție a DPM au dus la încăirerea unor manifestanți cu ofițerii de poliție, care au tras cu gloanțe de cauciuc și gaze lacrimogene. Pe 27 mai, un bărbat a fost împușcat fatal într-un magazin de amanet, iar ferestrele secției a treia de poliție au fost distruse. Un supermarket a fost jefuit, iar alte clădiri au fost atacate și incendiate.
Timp de câteva zile după moartea lui Floyd, sute de protestatari s-au adunat în fața casei lui Chauvin, ceea ce a determinat răspunsul poliției.
Pe 28 mai, primarul orașului Minneapolis, Jacob Frey, a decretat starea de urgență și 500 de soldați ai Gărzii Naționale din Minnesota au fost chemați în oraș de guvernatorul statului Minnesota Tim Walz. Polițiștii din cea de-a treia secție de poliție au încercat să-i oprească pe protestatari cu gaze lacrimogene, dar în jurul orei 11:00, protestatarii au invadat clădirea și au incendiat-o după ce aceasta a fost evacuată.
Protestele au continuat pe tot parcursul lunii mai. Atât guvernatorul Walz, cât și primarul Frey au impus restricții de circulație după o anumită oră. Președintele SUA, Donald Trump, l-a asigurat pe Walz de sprijin militar.

## Context
Pe 25 mai 2020, la 8:08 pm ora Zonei Centrale, ofițerii DPM au răspuns unui apel la 9-1-1 privind o acțiune a unui „fals în curs” pe Chicago Avenue South, în cartierul Powderhorn din Minneapolis. Potrivit poliției, George Floyd, un bărbat afro-american în vârstă de 46 de ani, se afla într-o mașină din apropiere și „părea să fie sub influența alcoolului”. Un purtător de cuvânt al departamentului de poliție a declarat că ofițerii i-au ordonat să părăsească vehiculul, moment în care a „opus rezistență”. Un videoclip realizat de un trecător arată că Floyd a fost scos din vehiculul său fără ca acesta să opună vreo rezistență.
Potrivit DPM, ofițerii "au reușit să-i pună cătușe suspectului și au remarcat că pare că are probleme medicale. Ofițerii au chemat o ambulanță". Cu toate acestea, un film transmis în direct pe Facebook al unui trecător a arătat că Derek Chauvin, un ofițer de poliție alb în vârstă de 48 de ani, l-a ținut pe Floyd la pământ având un genunchi pe gât. Floyd îi spune în mod repetat lui Chauvin „Vă rog” și „Nu pot respira” în timp ce un trecător este auzit spunând ofițerului de poliție „L-ai pus jos. Lasă-l să respire”. Floyd spune apoi „Sunt pe cale să mor” la care Chauvin îi spune să se relaxeze. După un timp, un trecător spune că lui Floyd îi curge sânge din nas, în timp ce un altul le spune polițiștilor că Floyd „nici măcar nu opune vreo rezistență arestării”, la care poliția le spune participanților că Floyd „vorbește, este bine”, un alt trecător replicând că Floyd „nu e bine”. Un trecător protestează apoi spunând că polițistul îl împiedica pe Floyd să respire, cerându-i să-l „ridice de la pământ ... Ai fi putut să-l bagi în mașină până acum. Nu opune rezistență arestării. Te bucuri. Uită-te la tine. Limbajul corpului tău.”
Floyd tace și nemișcat, cu toate acestea Chauvin nu ridică genunchiul de pe gâtul acestuia. O ambulanță ajunge și Chauvin nu-și îndepărtează genunchiul până când medicii de la urgență nu îl pun pe Floyd pe o targă. Chauvin a ținut genunchiul pe gâtul lui Floyd timp de aproximativ șapte minute, dintre care patru minute după ce Floyd a încetat să se miște. Medicii nu au putut detecta un puls, iar Floyd a fost declarat decedat la spital.

## Cronologie

### Ziua 1: 26 mai

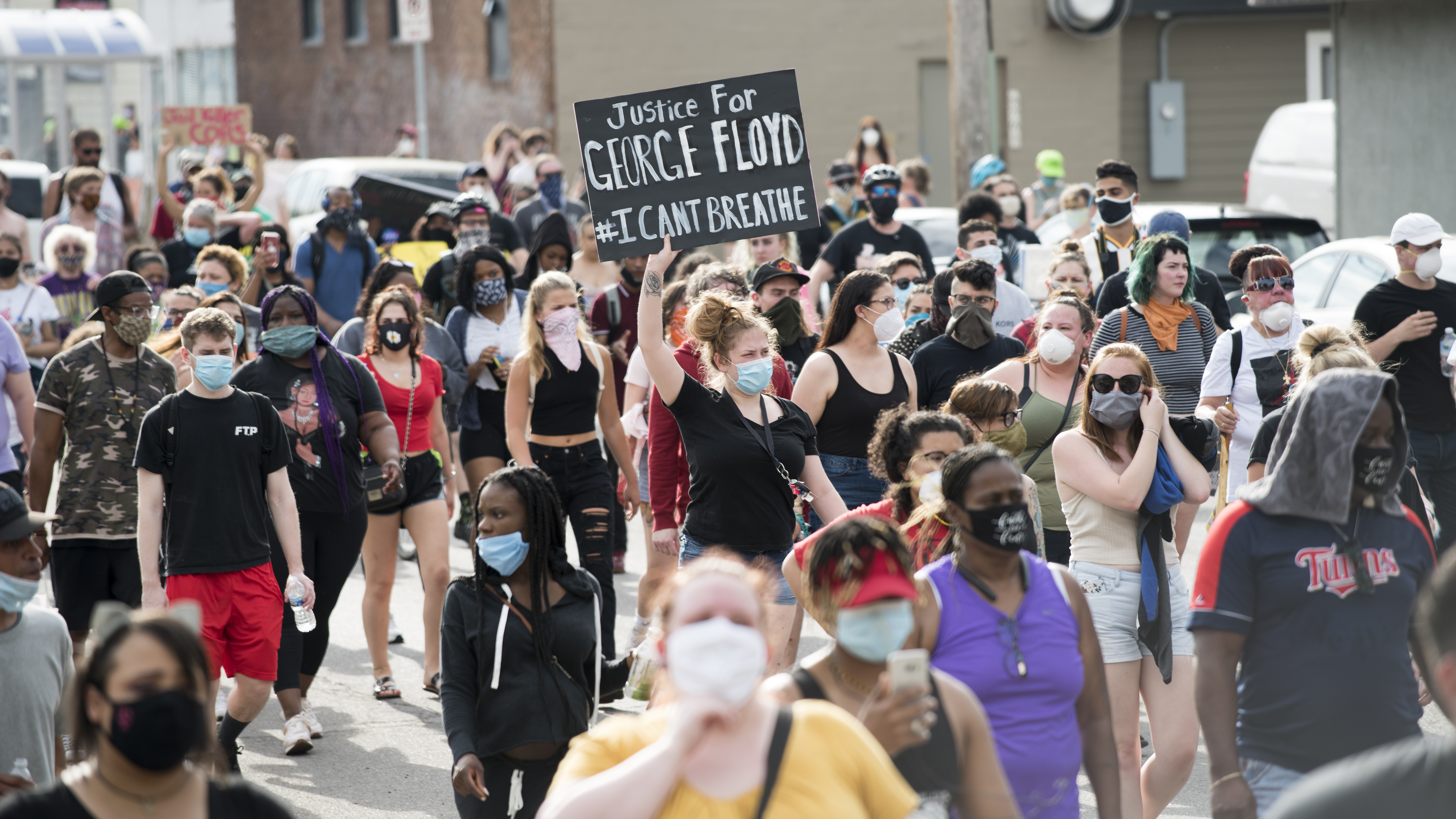
Protestatari mărșăluind în Minneapolis pe 26 mai, a doua zi după decesul lui Floyd

Protestele au început în cursul amiezii de 26 mai, a doua zi după moartea lui Floyd. Sute de persoane au mers la secția de poliție numărul 3 a DPM pentru a-și exprima frustrarea față de poliția din Minneapolis. Protestul s-a transformat într-unul violent pe măsură ce secția 3 a fost vandalizată cu spray, și s-au aruncat cu pietre spre mașinile de poliție. În ceea ce părea a fi un impas al confruntării în jurul orei 8:00 PM în seara respectivă, polițiștii îmbrăcați cu echipamente anti revoltă au tras cu gaze lacrimogene spre protestatarii care au aruncat cu sticle de apă spre ei.

### Ziua a 2-a: 27 mai
Protestele au continuat 27 mai ajungând și pe Chicago Avenue South. În jurul orei 18:00, poliția a tras gloanțe de cauciuc și gaze lacrimogene în apropiere de Hiawatha Avenue și Lake Street, în timp ce protestatarii spărgeau geamurile secției de poliție. La începutul serii, un bărbat alb care purta un echipament de protecție negru, masca de față și care ținea o umbrelă, a mers până la Autozone, lângă departamentul de poliție, și a zdrobit geamurile clădirii cu un ciocan. Utilizatorii de social media au afirmat că bărbatul care ținea o umbrelă era un ofițer de poliție sub acoperire din Saint Paul; Departamentul de Poliție Saint Paul a emis o declarație pe Twitter prin care a negat acuzațiile.
Seara târziu au circulat pe Twitter, Facebook și alte platforme de socializare videoclipuri care arătau Autozone pe East Lake Street. Un magazin Target din apropiere a fost jefuit în mare parte de o mulțime de cel puțin 100 de oameni. În acea noapte, un bărbat a fost împușcat mortal de către un proprietar al unei case de amanet, care credea că îi jefuiește magazinul. Proprietarul, un bărbat de 59 de ani, a fost arestat pentru ucidere.

### Ziua a 3-a: 28 mai

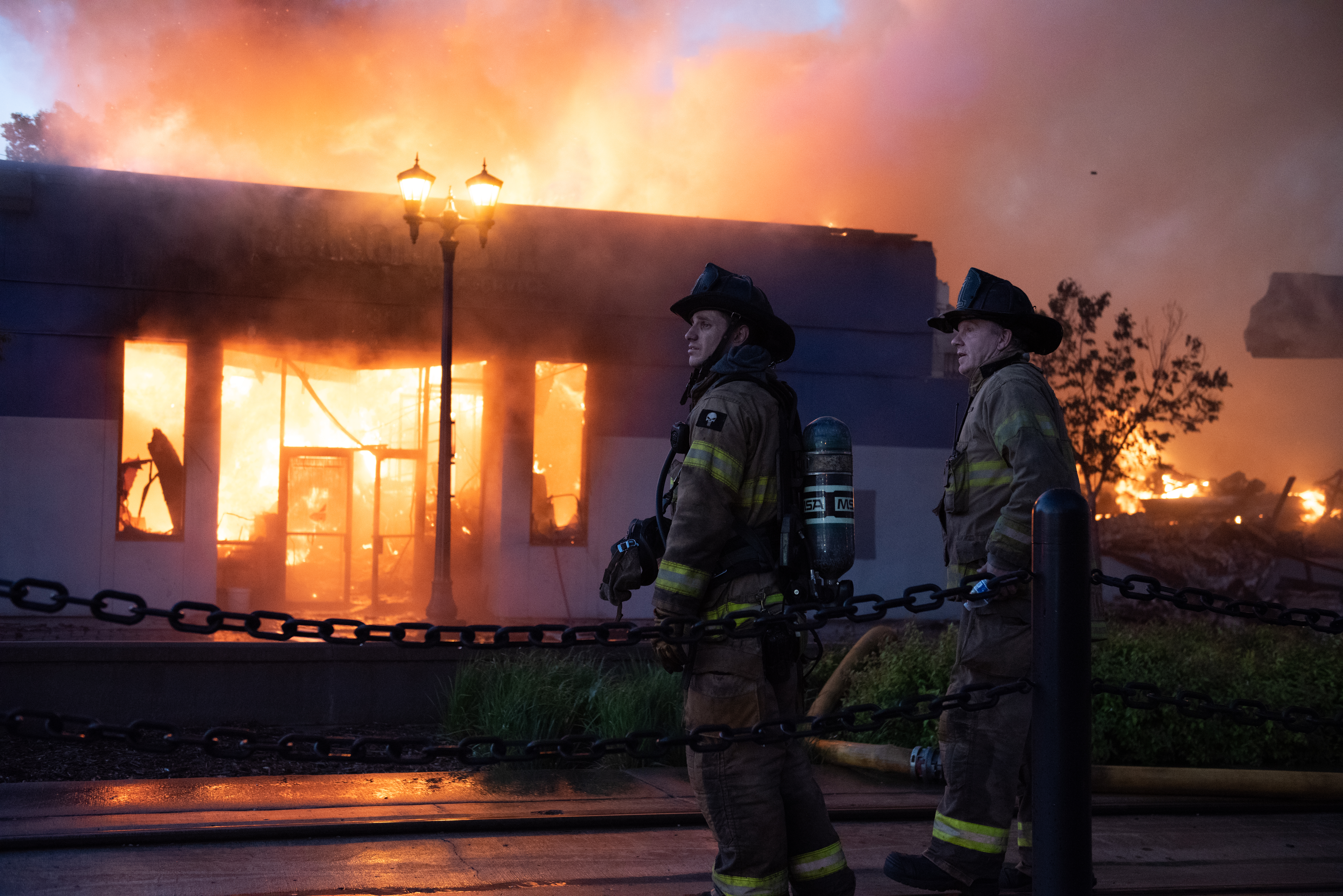
Pompieri privind daunele din Minneapolis în după-amiaza zilei de 28 mai.

Primarul Jacob Frey a decretat starea de urgență în Minneapolis, pe 28 mai, și 500 de soldați ai Gărzii Naționale din Minnesota au fost dislocați în zonă.
Până dimineața, peste 30 de magazine din Minneapolis au fost avariate ca urmare a revoltelor. Un magazin Dollar Tree și un alt magazin Target au fost jefuite, iar un restaurant Wendy's s-a prăbușit. Departamentul de Poliție Saint Paul a raportat că joi 170 de magazine au fost avariate sau jefuite, iar zeci de incendii au fost pornite. În seara zilei de 28 mai, protestatarii din apropierea secției de poliție 3 au dat foc clădirilor din apropierea acesteia. Gardurile din jurul secției au fost doborâte, astfel încât poliția de la fața locului a folosit gaze lacrimogene împotriva protestatarilor, în timp ce tensiunile și incendierile au continuat. Clădirea secției 3 a fost ocupată de protestatari mai târziu în noapte, iar clădirea a fost incendiată.
A apărut un videoclip viral cu o femeie aflată într-un scaun cu rotile în Lake Street Target care aparent ataca jefuitori cu un fel de cuțit. Videoclipul a circulat pe social media, fiind postat cu titlul „Ea înjunghie oamenii”. A apărut un al doilea videoclip care arăta femeia fiind dezarmată asupra ei fiind pulverizat conținutul unui stingător de foc. Au fost răspândite versiunile editate ale videoclipului inițial, înlăturarea legendei și a vocilor persoanelor care susțineau că are un cuțit. În următorul videoclip, femeia a declarat că „a protestat pașnic și a încercat să blocheze drumul, astfel încât jefuitorii să nu poată pleca.” A mai spus 
„M-au atacat din față și din spate ... m-au lovit în gură, în cap, m-au lovit în cap de mai multe ori. Am fost apucată din spate, oamenii mi-au apucat scaunul cu rotile și mi-au furat cheile. Mi-au furat tot ce au putut. Am fost lovită în față, am fost acoperită de substanța din stingătorul de incendii. Am vorbit cu cei de la urgență și mi-au spus să merg acasă. ”

### Ziua a 4-a: 29 mai
În zona în care au avut loc revoltele nu a existat poliție, pompieri sau servicii medicale de urgență din jurul orei 22:00 din pe 28 mai până la primele ore ale zilei de 29 mai. La 1:30 pe 29 mai, Frey a ținut o conferință de presă cu privire la revolte și a condamnat acțiunile jefuitorilor drept „inacceptabile”. Frey a spus că persoanele participante la revolte vor fi „trase la răspundere” pentru pagubele cauzate comunității și că Minneapolis este „foarte puternic”.
Mai târziu în acea dimineață, la 5:11 am CDT, reporterul CNN, Omar Jimenez, care este de origine afro-americană și columbiană, și echipa saau fost arestați de polițiștii din Minnesota, în timp ce Jimenez era în direct la televizor. Jimenez s-a identificat pe sine și echipa sa ca jurnaliști. Autoritățile au declarat că echipa nu a respectat ordinele și i-a reținut. CNN a dat o declarație în care spunea că arestarea a încălcat drepturile primului amendament și a solicitat eliberarea imediată a acestora. Echipa a fost eliberată aproximativ o oră mai târziu, după o intervenție a guvernatorului statului Minnesota, Tim Walz.
Pe 29 mai, președintele Donald Trump a postat pe Twitter că va trimite armata la Minneapolis, pentru a controla situația, dacă guvernatorul nu va face acest lucru; aceasta a apărut după ce guvernatorul Walz a semnat un ordin executiv de a trimite Garda Națională din Minnesota la Minneapolis, oficial pentru a proteja proprietățile și pentru a permite pompierilor locali să își facă treaba. Această mișcare a urmat tweet-ul lui Trump dat mai devreme în acea zi, în care a criticat „primarul foarte slab al stângii radicale, Jacob Frey”, al orașului Minneapolis, și lipsa controlului asupra revoltelor.
În acea după-amiază, Walz a impus restricții de circulație pentru orașele Minneapolis și Saint Paul care urma să funcționeze de la ora 20:00 până la 6:00 a.m., vineri, 29 mai și sâmbătă, 30 mai. Primarul orașului Minneapolis, Jacob Frey, a emis, de asemenea, restricții similare. Kirk Varner, director de știri la KSTP-TV, stație locală afiliată ABC, a dat o declarație după ce au apărut acuzații potrivit cărora reporterul Rich Reeve a incitat la violență punând zgomote de armă pe telefonul său pentru a provoca reacții negative. În încercarea de a opri teoriile conspirației care circulă pe rețelele de socializare, stația a lansat videoclipul în întregime, arătând un bărbat care trăgea cu o armă în aer în timp ce protestatarii treceau pe lângă el, pe care Reeve le-a arătat ulterior protestatarilor din apropiere care întrebau despre incident.
Derek Chauvin a fost acuzat de omor de gradul al treilea și ucidere din culpă pe 29 mai, iar soția sa a declarat în acea noapte că va depune actele pentru divorț. În ciuda anunțului acuzațiilor și a noilor restricții de circulație, revoltele au izbucnit din nou vineri seara și până în dimineața zilei de sâmbătă, avocatul Ben Crump, cel care reprezintă familia lui Floyd, afirmând că „ne așteptam la o acuzație de omor de gradul întâi. Vrem o acuzație de omor din gradul întâi. Și vrem să-i vedem pe ceilalți ofițeri arestați”. Prezența forțelor de ordine nu era „detectabilă”, întrucât violențele în Minneapolis s-au extins rapid chiar înainte de miezul nopții, când ofițerii de poliție, trupele de stat și membrii Gărzii Naționale au început să se confrunte cu protestatarii folosind gaze lacrimogene. Associated Press a raportat că Pentagonul a plasat membri ai Corpului Poliției Militare din Fort Bragg și Fort Drum în așteptare, pregătindu-se să fie dislocați în zonă. Oficialii au declarat că cei 350 de ofițeri de poliție de la locul revoltei au fost mult depășiți de mulțimi.

### Ziua a 5-a: 30 mai
Guvernatorul Walz a susținut o conferință de presă la 1:30 am pe 30 mai. „Ceea ce se întâmplă acolo nu este despre durere și nu este despre exprimarea unor opinii ... este despre faptul că este periculoasă pentru viață, periculoasă pentru cele mai bine calificate forțe care se ocupă cu aceasta," a declarat Walz. „Nu este vorba despre moartea lui George. Este vorba despre provocarea haosului. ” Primarul Frey a fost și el prezent la conferința de presă și a cerut protestatarilor să meargă la casele lor. „Dacă vă pasă de comunitatea voastră, trebuie să puneți capăt acestor proteste. Trebuie să fie oprite”, a spus Frey. „Nu vă răzbunați pe ofițerul de poliție care l-a ucis în mod tragic pe George Floyd prin jafuri.” Trump tweeted that is was left wing anarchists and antifa responsible for the destruction.  Waltz a mai susținut în aceeași conferință că 80% dintre cei implicați în proteste nu erau din Minnesota.
La 30 mai, 2.500 de ofițeri au fost dislocate în oraș și 50 de persoane au fost arestate în legătură cu protestele. Generalul maior Jon Jensen de la Garda Națională din Minnesota a declarat că până la 31 mai pot fi dislocați peste 1.700 de soldați ai Gărzii Naționale. Aceasta ar fi cea mai mare desfășurare națională din istoria statului. Jensen a confirmat că 2.500 de ofițeri vor fi dislocați până la prânz.
Câteva sute de oameni s-au adunat pentru un protest în Duluth. Protestatarii au blocat temporar porțiuni din autostrada I-35. Autostrăzile I-35, precum și I-394, I-94 și Hwy 55 au fost toate închise. Liderii orașului Duluth au impus o restricție de circulație între orele 22:00 și 6:00 duminică dimineața.
Primarul Johnathan Judd din Moorhead a dat mâna la un protest al Black Lives Matter unde s-au adunat câteva mii de persoane chiar peste granița de stat lângă Fargo în statul vecin.
Sute de persoane s-au adunat pentru un protest pașnic în Parcul Paul Bunyan din Bemidji.

### Ziua a 6-a:31 mai
Se așteaptă ca numărul celor 4.100 de soldați ai Gărzii Naționale din Minnesota să ajungă la 10.800.